# Sukalaksana (Bungursari)
Sukalaksana is een bestuurslaag in het regentschap Kota Tasikmalaya van de provincie West-Java, Indonesië. Sukalaksana telt 5922 inwoners (volkstelling 2010).